# 大龙骨野豌豆
大龙骨野豌豆（学名：Vicia megalotropis）为豆科野豌豆属的植物。分布于西伯利亚、俄罗斯以及中国大陆的四川、西北等地，生长于海拔600米至1,000米的地区，常生于岩缝或砂地，目前尚未由人工引种栽培。

## 别名
窄叶大龙骨野豌豆（中国主要植物图说· 豆科）、窄叶大龙骨巢菜（国产牧草植物）

## 异名
- Vicia megalotropis Ledeb. var. stenophylla (Franch.) Wang et Tang